# Saturne (alligator)
Pour les articles homonymes, voir Saturne.
Saturne (en russe : Сату́рн), né en 1936 au Mississippi (États-Unis) et mort le 22 mai 2020 au parc zoologique de Moscou, en Russie, est un célèbre alligator américain.

## Histoire
Probablement né au bord du fleuve Mississippi comme l'indique le nom de son espèce (décrite par le naturaliste François Marie Daudin en 1802, sous le nom initial de Crocodilus mississipiensis ; l'épithète spécifique, mississippiensis, vient du fleuve Mississippi suivi du suffixe latin ensis, provenant de), Saturne est capturé peu de temps après sa naissance, en 1936 dans l'État américain du Mississippi, et envoyé au Jardin zoologique de Berlin. Pendant la Seconde Guerre mondiale, il survit aux bombardements des 22 et 23 novembre 1943 qui tuent des dizaines d'animaux du zoo. En particulier, l'aquarium qu'il partage avec d'autres crocodiliens est détruit et entre vingt et trente d'entre eux meurent mais Saturne parvient à s'échapper. Son sort pendant les trois années qui suivent, et notamment pendant la bataille de Berlin, est inconnu. Il n'est retrouvé qu'en 1946 par des soldats britanniques et envoyé à Leipzig où sont rassemblés les animaux qui ont survécu, sous la garde des Soviétiques.
Saturne est transféré à Moscou en juillet 1946. C'est là qu'apparaît la légende selon laquelle il aurait appartenu à Adolf Hitler, un mythe qui fait sa renommée pendant les 74 années suivantes de sa vie moscovite. En 1950, les documents de son transfert sont détruits au cours de l'incendie des bureaux du zoo. En 1980, il manque de mourir lorsqu'une partie du toit de son enclos s'effondre. En 2005, le magazine allemand Stern lui consacre un reportage et l'appelle le « dernier prisonnier de guerre allemand ».
Il meurt de vieillesse le 22 mai 2020 sans descendance.
Depuis la fin 2020, l'animal empaillé est exposé au musée Darwin à Moscou.